# Лъки Дубе
Вижте пояснителната страница за други личности с името Лъки.
Лъки Дубе (собственото име на английски: Lucky, фамилията на африкаанс: Dube; 3 август 1964 – 18 октомври 2007) е южноафрикански реге певец.

## Биография
Роден е в някогашен Трансваал. Името му Лъки (на английски: Lucky – късметлия) произлиза от това, че при раждането му лекарите не са очаквали да оцелее.

## Музика
Започва своята музикална кариера, като пее зулу песни, а впоследствие се ориентира към реге музиката.
Групи
Като ученик пее в хор, сформира с приятели групата The Skyway Band, привлечен е от религиозното учение растафари.
С братовчед си създава групата The Love Brothers, изпълнявайки зулуска поп музика, позната като mbaqanga. Музиката му се продава добре. По време на концерти Дубе забелязва, че публиката реагира добре на някои реге песни, които изпълнява.
Реге
Дубе черпи вдъхновение от Питър Тош и Джими Клиф.
Първият му реге албум Rastas Never Dies се продава трудно. По онова време в Република Южна Африка реге музиката е забранена поради политически причини. Музиканти като Боб Марли и Питър Тош са напълно забранени, единствено от време на време се пуска Джими Клиф. Албумът на Дубе също е забранен, защото певецът е открит противник на политическата система на апартейд. С втория си албум има огромен успех.
Впоследствие се нарежда сред най-популярните южноафрикански музикални таланти, наред с имена като Мириам Макеба и Лебо М.

## Смърт
На 18 октомври 2007 г. Лъки Дубе е убит пред 2 от децата му пред дома им при опит за кражба на автомобил. Задържани са 5 мъже, 3 души са осъдени на доживотен затвор.